# Proth-számok
A számelmélet területén a François Proth matematikusról elnevezett Proth-számok a következő alakban felírható egész számok:
{\displaystyle N=k\cdot 2^{n}+1},
ahol {\displaystyle k} pozitív egész páratlan szám és {\displaystyle n} pozitív egész, amire {\displaystyle 2^{n}>k}. Ez utóbbi feltétel nélkül az összes 1-nél nagyobb páratlan szám Proth-szám lenne.
Az első néhány Proth-szám (A080075 sorozat az OEIS-ben):
3, 5, 9, 13, 17, 25, 33, 41, 49, 57, 65, 81, 97, 113, 129, 145, 161, 177, 193, 209, 225, 241, etc.
A Cullen-számok (n·2n+1) és a Fermat-számok (22n+1) mind a Proth-számok speciális esetei.

## Proth-prímek
A Proth-prímek olyan Proth-számok, melyek prímek. Az első néhány Proth-prím: ( A080076):
3, 5, 13, 17, 41, 97, 113, 193, 241, 257, 353, 449, 577, 641, 673, 769, 929, 1153, 1217, 1409, 1601, 2113, 2689, 2753, 3137, 3329, 3457, 4481, 4993, 6529, 7297, 7681, 7937, 9473, 9601, 9857.
A Proth-számok prímtesztje a Proth-tétel segítségével végezhető el, mely kimondja, hogy egy {\displaystyle p} Proth-szám akkor és csak akkor prím, ha létezik olyan {\displaystyle a} egész szám, amire a következő állítás igaz:
{\displaystyle a^{\frac {p-1}{2}}\equiv -1\ {\pmod {p}}}
A legnagyobb ismert Proth-prím (2018) {\displaystyle 10223\cdot 2^{31172165}+1}, ami 9 383 761 jegyű. Szabolcs Péter találta a PrimeGrid elosztott számítási projekt keretében, 2016. november  6-án jelentették be. Ez a legnagyobb ismert nem-Mersenne-prím.